# Tse Ka Wing
Ka Wing Tse (謝家榮S; Sha Tin, 4 settembre 1999) è un calciatore hongkonghese, portiere del Tai Po e della nazionale hongkonghese.

## Carriera

### Club
Ha giocato nella prima divisione di Hong Kong.

### Nazionale
Nel 2024 è stato convocato per la Coppa d'Asia.

## Statistiche

### Cronologia reti in nazionale
| Cronologia completa delle presenze e delle reti in nazionale ― Hong Kong | Cronologia completa delle presenze e delle reti in nazionale ― Hong Kong | Cronologia completa delle presenze e delle reti in nazionale ― Hong Kong | Cronologia completa delle presenze e delle reti in nazionale ― Hong Kong | Cronologia completa delle presenze e delle reti in nazionale ― Hong Kong | Cronologia completa delle presenze e delle reti in nazionale ― Hong Kong | Cronologia completa delle presenze e delle reti in nazionale ― Hong Kong | Cronologia completa delle presenze e delle reti in nazionale ― Hong Kong |
| Data                                                                     | Città                                                                    | In casa                                                                  | Risultato                                                                | Ospiti                                                                   | Competizione                                                             | Reti                                                                     | Note                                                                     |
| ------------------------------------------------------------------------ | ------------------------------------------------------------------------ | ------------------------------------------------------------------------ | ------------------------------------------------------------------------ | ------------------------------------------------------------------------ | ------------------------------------------------------------------------ | ------------------------------------------------------------------------ | ------------------------------------------------------------------------ |
| 15-6-2023                                                                | Haiphong                                                                 | Vietnam                                                                  | 1 – 0                                                                    | Hong Kong                                                                | Amichevole                                                               | -1                                                                       | 86’                                                                      |
| 11-9-2023                                                                | Hong Kong                                                                | Hong Kong                                                                | 10 – 0                                                                   | Brunei                                                                   | Amichevole                                                               | -                                                                        |                                                                          |
| 17-10-2023                                                               | Thimphu                                                                  | Bhutan                                                                   | 2 – 0                                                                    | Hong Kong                                                                | Qual. Mondiali 2026                                                      | -2                                                                       |                                                                          |
| 16-11-2023                                                               | Teheran                                                                  | Iran                                                                     | 4 – 0                                                                    | Hong Kong                                                                | Qual. Mondiali 2026                                                      | -4                                                                       |                                                                          |
| 1-1-2024                                                                 | Abu Dhabi                                                                | Cina                                                                     | 1 – 2                                                                    | Hong Kong                                                                | Amichevole                                                               | -1                                                                       | 90’                                                                      |
| 23-1-2024                                                                | Doha                                                                     | Hong Kong                                                                | 0 – 3                                                                    | Palestina                                                                | Coppa d'Asia 2023 - 1º turno                                             | -3                                                                       |                                                                          |
| 5-9-2024                                                                 | Suva                                                                     | Isole Salomone                                                           | 0 – 3                                                                    | Hong Kong                                                                | Amichevole                                                               | -                                                                        |                                                                          |
| Totale                                                                   |                                                                          | Presenze                                                                 | 7                                                                        |                                                                          | Reti                                                                     | -11                                                                      |                                                                          |